# Мельба строката
Ме́льба строката (Pytilia melba) — вид горобцеподібних птахів родини астрильдових (Estrildidae). Мешкає в Африці на південь від Сахари.

## Опис

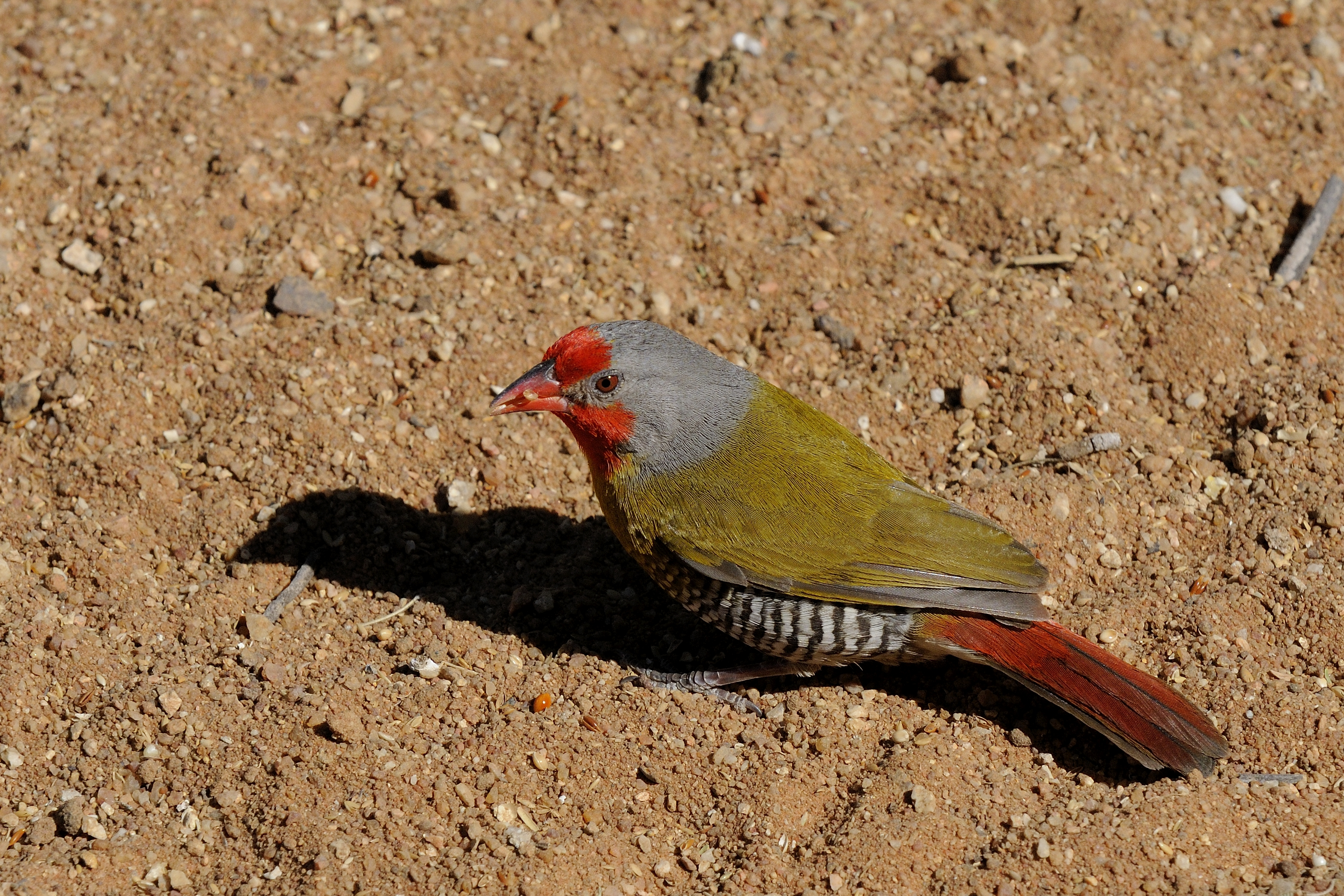
Самець строкатої мельби

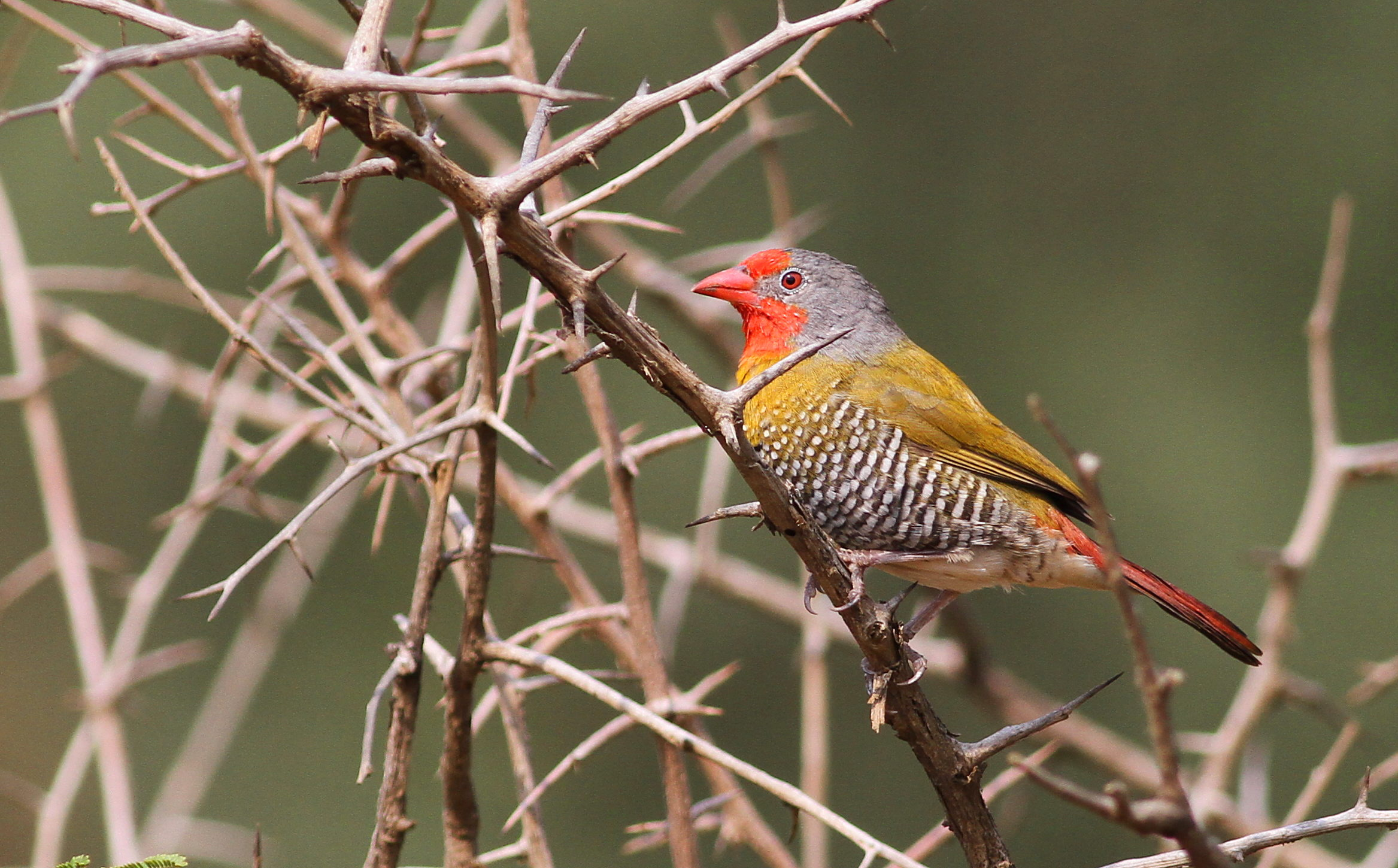
Самець строкатої мельби

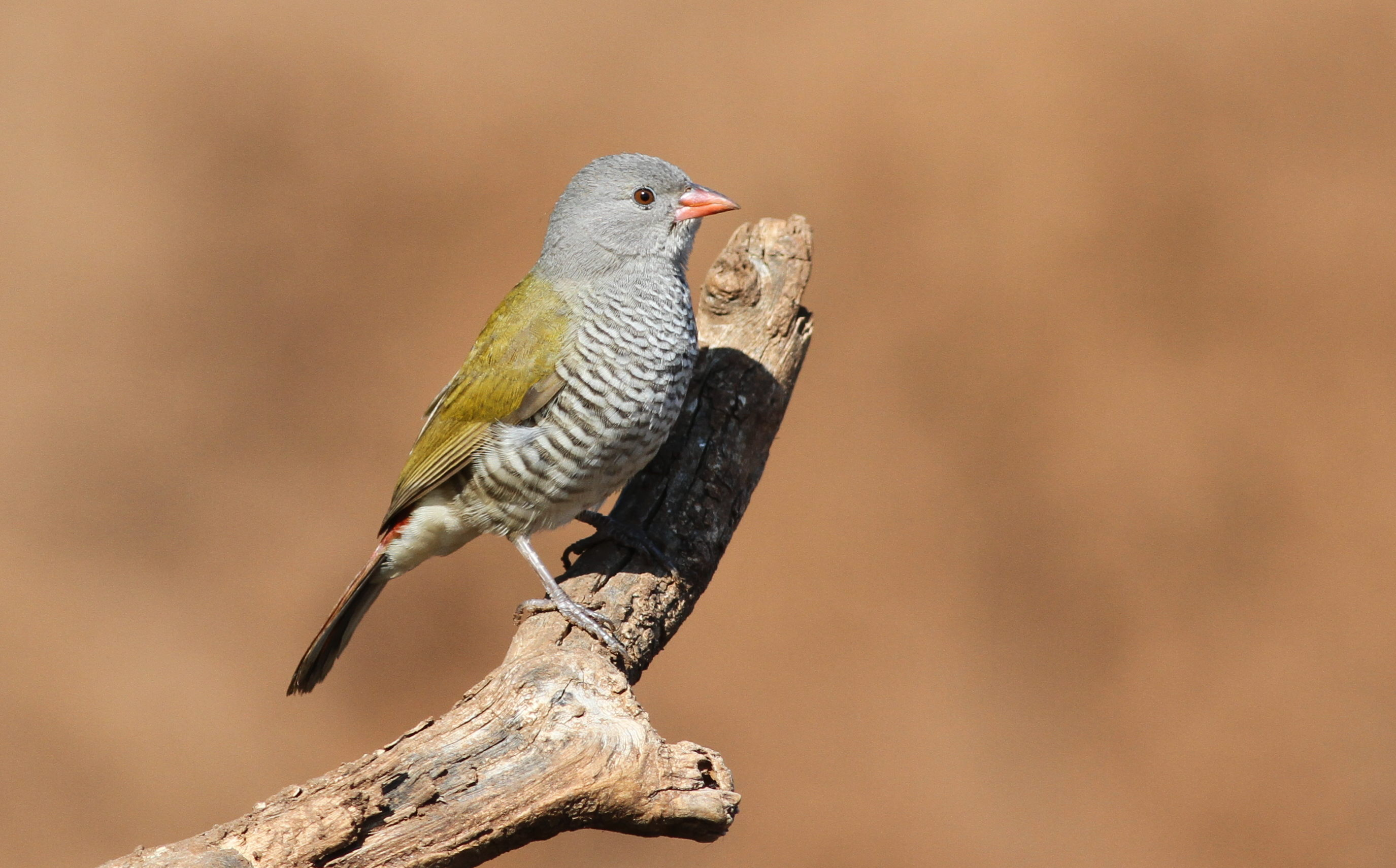
Самиця строкатої мельби

Довжина птаха становить 11-13 см. Крила короткі, округлі, хвіст короткий, квадратної форми, дзьоб конічної форми, загострений. У самців голова і стегна сірі, на лобі, обличчі, щоках і підборідді червона "маска". Надхвістя і хвіст червоні. Спина і крила жовтувато-оливкові, крилах крил більш темні. Груди золотисто-жовті, живіт білуватій, пера на ньому мають темні краї, що формують смугастий візерунок. Гузка сірувато-біла. У самиць червона маска" на обличчі відсутня, голова повністю сіра. Верхня частина тіла так ж, як у самців, жовта пляма на грудях відсутня, її забарвлення подібне до забарвлення живота, однак смуги менш чіткі, ніж у самців. Очі червонувато-карі, дзьоб червоний, іноді з темною смугою зверху, лапи тілесного кольору.

## Таксономія
Строката мельба була описаний шведським натуралістом Карлом Ліннеєм у 1758 році, в десятому виданні його праці «Systema Naturae» під назвою Fringilla melba. Лінней опирався на більш ранній опис, зроблений англійським натуралістом Джорджем Едвардсом у 1750 році в праці «A Natural History of Uncommon Birds». Пізніше строкату мельбу було переведено до роду Мельба (Pytilia), введеного британським зоологом Вільямом Джоном Свенсоном у 1837 році. Едвардс не був упевнений у походженні зразка птаха, а Лінней помилково визначив Китай як типову місцевість, однак у 1962 році Філіпп Кленсі виправив її на Луанду в Анголі.

## Підвиди
Виділяють вісім підвидів:
- P. m. citerior Strickland, 1853 — від південної Мавританії і Сенегалу на південь до Гвінеї-Бісау і на схід до заході Південного Судану і північного заходу Ефіопії;
- P. m. jessei Shelley, 1903 — від північного сходу Судану до північного заходу Сомалі;
- P. m. soudanensis (Sharpe, 1890) — від південного заходу Південного Судану до Ефіопії, Сомалі, північно-східної Уганди, північної і східної Кенії та північно-східної Танзанії;
- P. m. percivali Van Someren, 1919 — від центральної і південно-західної Кенії до північної і центральної Танзанії;
- P. m. belli Ogilvie-Grant, 1907 — від сходу ДР Конго і заходу Уганди до заходу Танзанії;
- P. m. grotei Reichenow, 1919 — схід Танзанії, північ Мозамбіку і схід Малаві;
- P. m. hygrophila Irwin & Benson, 1967 — північ Малаві і Замбії;
- P. m. melba (Linnaeus, 1758) — від півдня Республіки Конго і Анголи до південного заходу Танзанії і на південь до центральної Намібії, півночі ПАР і півдня Мозамбіку.

## Поширення і екологія
Строкаті мельби широко поширені в Субсахарській Африці, за винятком вологих тропічних лісів Західної і Центральної Африки, прилеглих вологих саван і Ефіопського нагір'я. Вони живуть в сухих саванах, в сухих чагарникових заростях та на сухих луках. Зустрічаються поодинці, парами, іноді невеликими сімейними зграйками. 
Строкаті мельби ведуть переважно наземний спосіб життя, живляться комахами, переважно мурахами і термітами, дрібним насінням трав, яке шукають на землі, іноді також плодами, ягодами та дрібними безхребетними. Сезон розмноження у них припадає на завершення сезону дощів і на початок сухого сезону. Самці приваблюють самиць в типовий для астрильдових спосіб: стрибають навколо них, тримаючи в дзьобі травинку і водночас співаючи. Гніздо кулеподібне, робиться парою птахів з переплетених стебел трави і рослинних волокон, встелюються пір'ям, розміщується в чагарникових заростях або серед високої трави. В кладці від 4 до 6 білуватих яєць. Інкубаційний період триває 12-13 днів. Насиджують і доглядають за пташенятами самиці, і самці. Пташенята покидають гніздо через 3 тижні після вилуплення, однак залишаються поряд з гніздом і сплять всередині нього ще приблизно 2 тижні. Строкаті мельби іноді стають жертвами гніздового паразитизму вдовичок.